# Opat
Opat je samostanski predstojnik, ki skrbi za delovanje samostana in menihov. V nekaterih primerih, ko je samostan tudi sedež župnije, je opat tudi župnik. Opat službo opravlja do svojega 75. leta. Opata tajno izvolijo menihi. Po 20 letih službe opata volijo še enkrat, da preverijo strinjanje menihov z izvoljenim opatom.